# 馬追運河
馬追運河（うまおいうんが）は、北海道夕張郡長沼町を流れる運河。馬追山山麓の山根排水に発し、西流して旧夕張川に注ぐ。
泥炭地が広がっていた馬追原野の中央を貫き、排水による土地改良を行う目的で開削された。

## 歴史
1893年（明治26年）3月、北海道庁長官の北垣国道は内務大臣の井上馨に「北海道開拓意見具申書」を提出し、その中で運河の開削と排水の重要性を訴えた。泥炭地を農耕地に仕上げるためには、土地を乾燥させて地温を上昇させ、土壌の分解を促すことが必要だが、急激な北海道移民の増加により入植先での排水工事が追い付いていなかったからである。
折悪しく開戦となった日清戦争の戦費調達が求められたため、北垣の計画はほとんど実行に移されることはなかったが、それでも馬追運河の開削は全額日本国費で賄われた。工事は1894年（明治27年）に着手され、1896年（明治29年）6月に竣工した。
この工事により大勢の労働者が流入したことで長沼町市街地が形成される基礎となったが、膝の上まで泥に浸からなければならないような難工事のために、逃亡する者も多かった。そこで工事の請負人は、見張番を置いて土工の逃亡を防ぐようにした。馬追運河の開削工事は、北海道の土工部屋において労働者の身柄を拘束した始まりと言われるが、これでも後々のタコ部屋労働ほど苛烈ではなかった。
この運河は排水以外にも、舟運による交通手段の確保に用いられ、2か所に閘門を設けることで水量を調節し、舟の遡上を助ける工夫がなされていた。由仁の古川浩平が運送会社および水車による脱穀などの加工業を始め、1900年（明治33年）9月に古川が廃業した後は、新たに組織された廻漕店鶴泉合資会社が舟運・精米・倉庫業などを請け負った。やがて川底に溜まった土砂で川舟の通行が困難になったことと、陸上運送の活発化により、鶴泉は1904年（明治37年）1月に廃業したが、その後も舟運が全く絶えたわけではなく、1916年（大正5年）か1917年（大正6年）までは運河通りに構えた藤原雑穀店が江別から米を運んでいた。

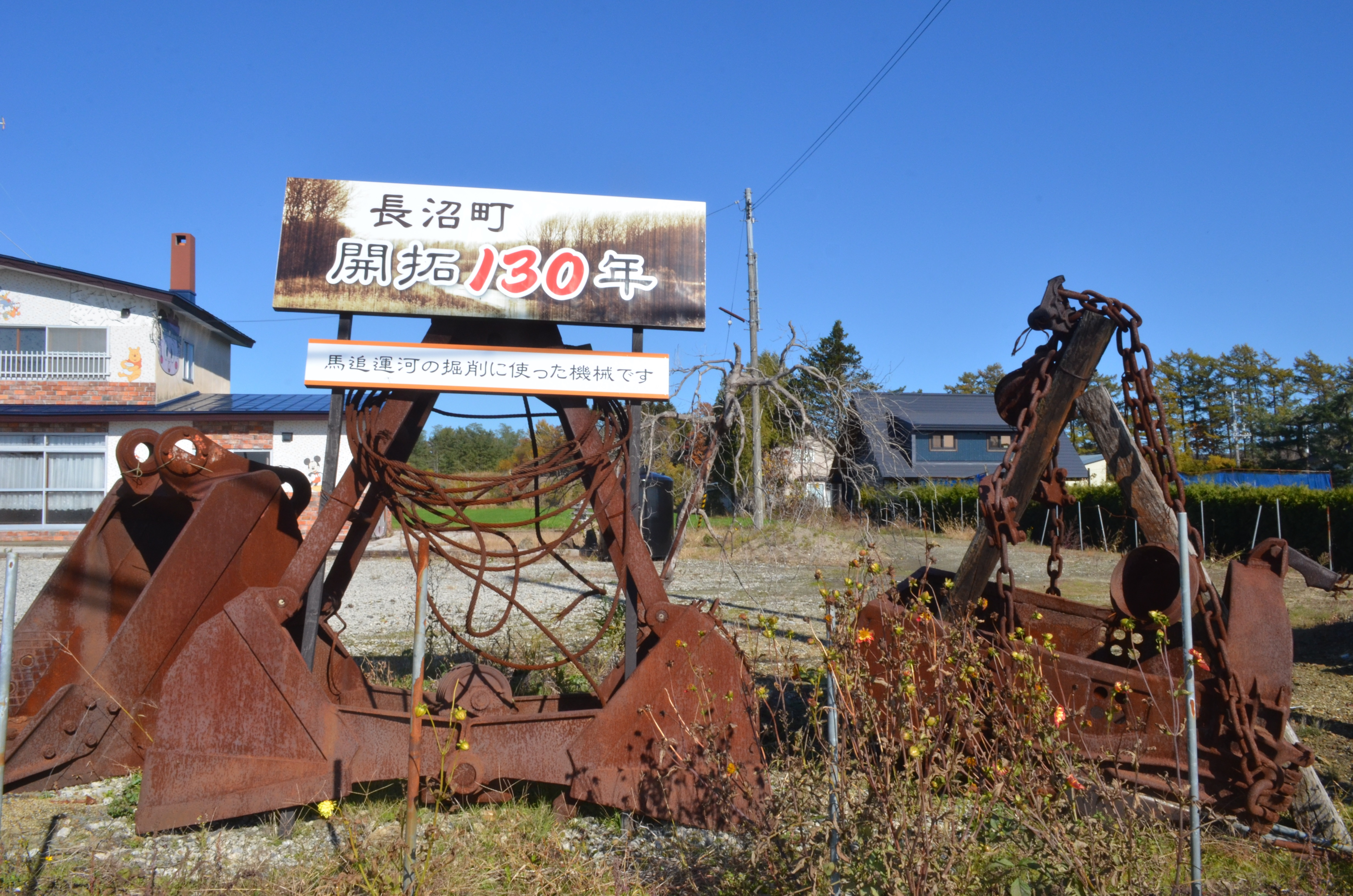
運河掘削に使われた機械の野外展示（2021年）
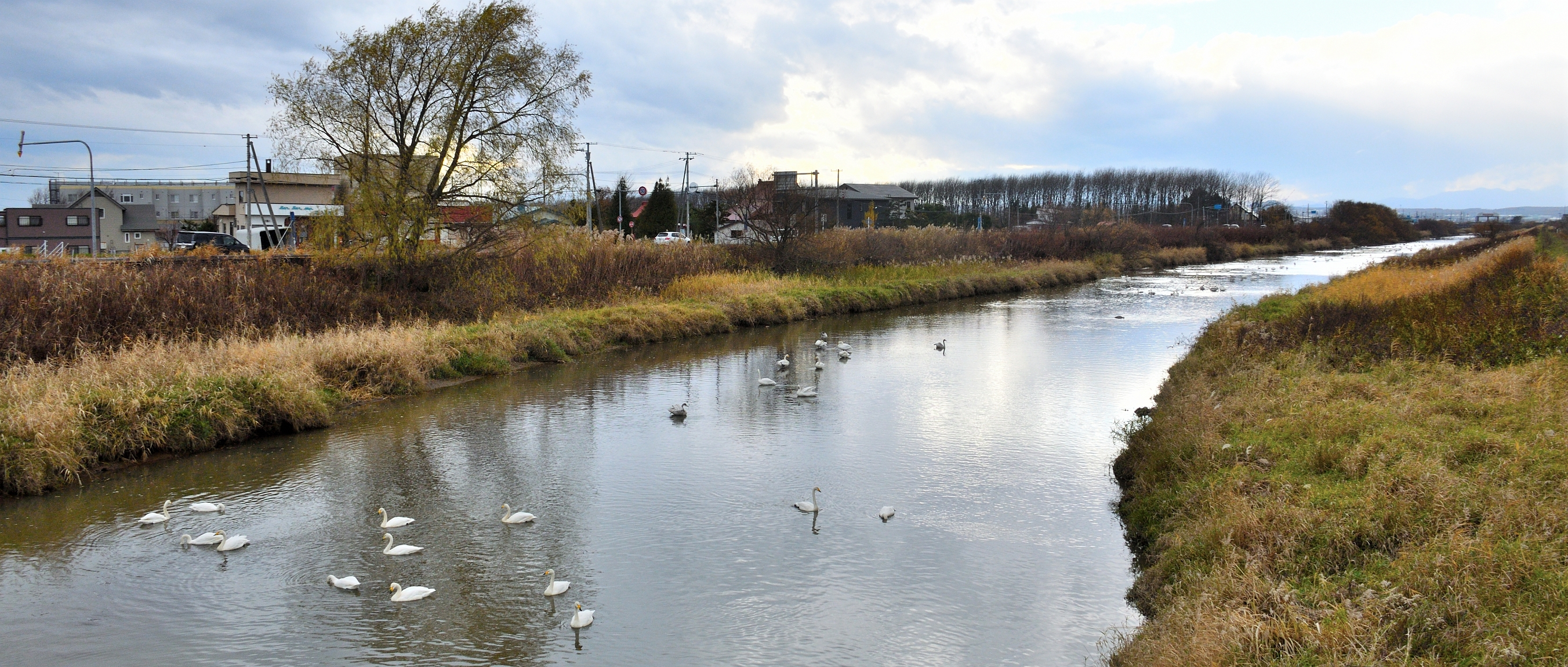
馬追運河に飛来したハクチョウ